# NGC 2440
NGC 2440 là một tinh vân lưỡng cực, một trong nhiều tinh vân trong thiên hà của chúng ta. Ngôi sao trung tâm của nó, HD62166, có thể là sao lùn trắng nóng nhất được biết đến. Tinh vân nằm trong chòm sao Thuyền Vĩ.
Nó được phát hiện bởi William Herschel trên 04 tháng 3 năm 1790. Ông mô tả nó là "một tinh vân hành tinh tuyệt đẹp có độ sáng đáng kể, không được xác định rõ lắm". Tinh vân nằm ở khoảng 1,23 kiloparsec (3,79 × 10 19 m) hoặc cách Mặt trời khoảng 4.000 năm ánh sáng.

## HD 62166
HD 62166 có nhiệt độ bề mặt đặc biệt cao khoảng 200.000 kelvins  và độ sáng gấp 1.100 lần so với Mặt trời. Ngôi sao dày đặc này, với khối lượng mặt trời ước tính 0,6 và bán kính 0,028 mặt trời, có cấp sao biểu kiến là 17,5.